# Cecilia Muñoz
Cecilia Muñoz, née le 27 juillet 1962 à Détroit, est la directrice du Conseil de politique extérieure des États-Unis du 1er avril 2015 au 20 janvier 2017.